# 경주 불국사 사리탑
경주 불국사 사리탑(慶州 佛國寺 舍利塔)은 대한민국 경상북도 경주시의 불국사에 있는 석등형의 사리탑이다. 대한민국의 보물 제61호로, 1905년 일본으로 반출되었다가 다시 돌아왔는데, 자세한 유래는 알 수 없다. 현재의 위치는 본래 위치가 아닌데, 원래 위치 또한 알 수 없다.

## 개요
불국사 강당 뒤쪽의 보호각에 보존되어 있는 사리탑으로, 「불국사사적기(佛國寺事蹟記)」에서 말하는 '광학부도(光學浮屠)'가 곧 이 사리탑을 가리킨다는 견해도 있지만 현재로서는 여래의 사리탑인지 승려의 사리탑인지는 분명하지 않다.  
겉모습이 석등과 비슷하게 생긴 사리탑으로, 사리를 모시는 탑신(塔身)을 중심으로 아래는 받침이 되는 기단(基壇)을 두고, 위로는 머리장식을 두었다. 기단은 연꽃잎을 새긴 반원모양의 돌을 위 · 아래에 두고, 그 사이를 북(鼓)모양의 기둥으로 연결하고 있는데 기둥에 새겨진 구름무늬에서 강한 생동감이 묻어난다. 탑신(塔身)은 가운데가 불룩한 원통형으로, 네 곳마다 꽃으로 장식된 기둥모양을 새겨두었다. 기둥에 의해 나뉜 4면에는 감실(龕室:불상을 모시는 방)을 안쪽으로 움푹 파놓은 후, 그 안에 여래상(如來像)과 보살상(菩薩像)을 돋을새김하여 모셔놓았다. 지붕돌은 추녀끝에서 12각을 이루다가 정상으로 올라가면서 6각으로 줄어든다. 경사면은 완만하며, 꼭대기의 머리장식은 일부만 남아있다.
평면이 8각인 기본형에서 벗어나 새로운 형태를 보여주는 것으로, 화려한 조형과 섬세한 조각수법으로 보아 통일신라의 양식을 계승한 고려 전기의 작품으로 추정된다.
1905년 일본인에 의해 동경의 우에노(上野)공원으로 불법 반출되었다가 1933년에 반환된 것으로, 일제시대 당시 모진 수난을 당한 우리 문화재의 아픈 역사를 잘 말해주고 있다.

## 형태
방형의 지대석 위에 8각형 하대석, 그 위에 팔판간석(八瓣竿石) 받침을 얹고 긴 운문간석(雲文竿石)을 세워서 앙련(仰蓮) 상대석을 놓아 기단부를 구성했고, 그 위에 원통형의 탑신석, 팔각 옥개석을 얹었다. 간석을 길게 하고 탑신석 4면에 감(龕)을 만든 것 등은 처음부터 석등형의 부도를 시도하고 있음이 분명하다. 연판(蓮瓣)의 모습이나 조각의 솜씨가 신라시대의 그것을 연상시키나 하대석 주위의 삼화문안상(三花紋眼象)은 그 시대가 이미 고려로 들어간 것임을 보여준다.
탑신을 무늬로 장식하여 네 부분으로 나눈 뒤, 각 부분에 감실을 파고 여래좌상 2구, 보살입상 2구를 조각하였다. 탑신에 불상이나 보살상을 조각하는 일은 매우 이례적인 것이다.

## 사진

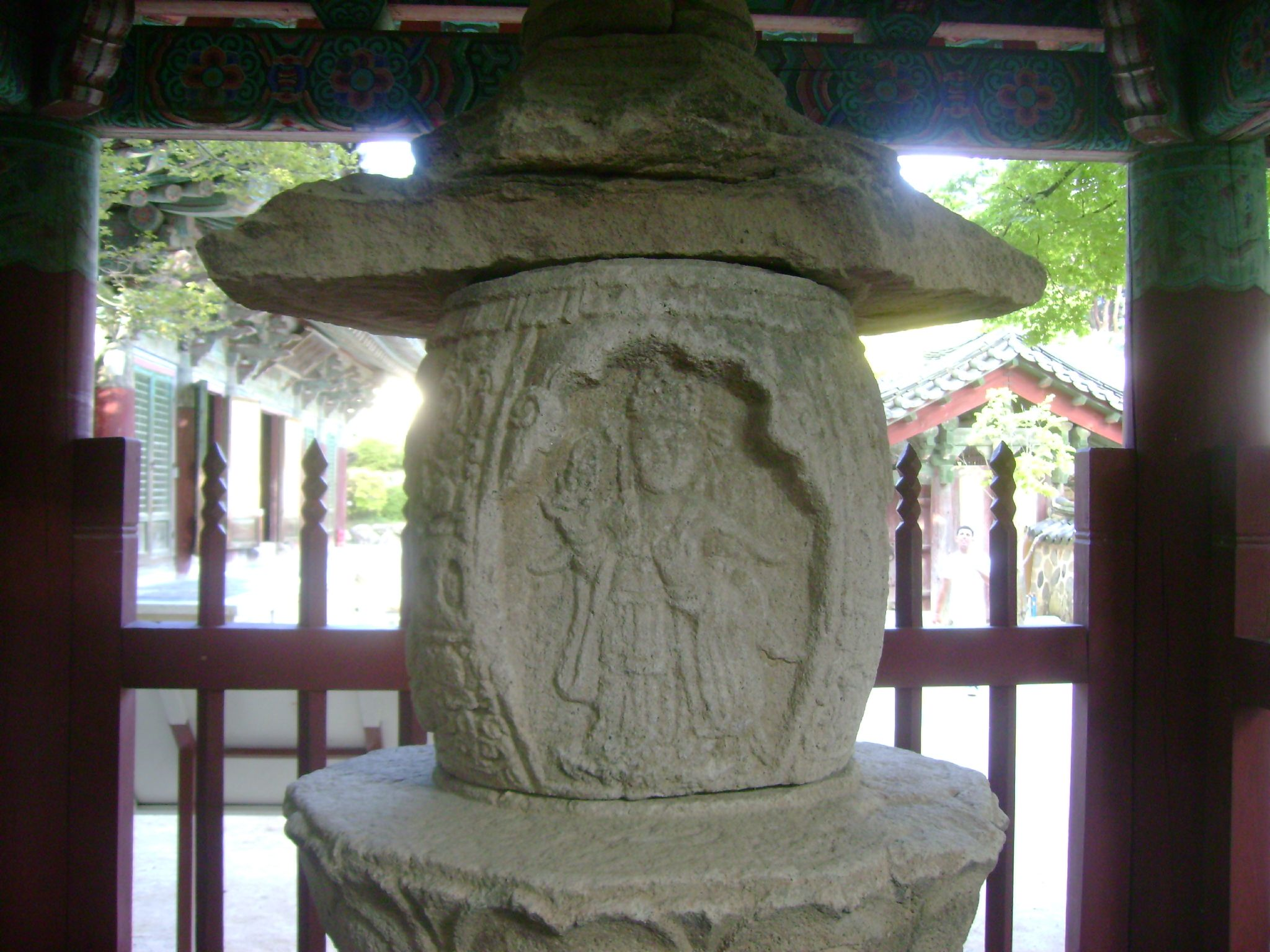

## 같이 보기
- 불국사
- 불국사 다보탑
- 불국사 삼층석탑

## 참고 문헌
- 경주 불국사 사리탑 - 국가유산청 국가유산포털
- 이 문서에는 다음커뮤니케이션(현 카카오)에서 GFDL 또는 CC-SA 라이선스로 배포한 글로벌 세계대백과사전의 내용을 기초로 작성된 글이 포함되어 있습니다.